# Justinas
Justinas ist ein litauischer männlicher Vorname (abgeleitet von Justin). Die Abkürzung ist Justas; die weibliche Form ist Justina. Der Namenstag ist am 26. September und am 7. Oktober.

## Namensträger
- Justinas Bašinskas (1923–2003),  Komponist
- Justinas Dabrila (1905–1941), katholischer Priester, Professor, Märtyrer
- Justinas Juodaitis (1899–1969), katholischer Geistlicher, Regens und Professor von Priesterseminar Telšiai, Märtyrer
- Justinas Karosas (1937–2012), sowjetlitauischer marxistischer Philosoph, Politiker und Mitglied des Seimas
- Justinas Marcinkevičius (1930–2011), Dichter und Schriftsteller
- Justinas Nekrašas (1927–1997), sowjetlitauischer Ingenieur und sowjetischer Politiker, Vizeminister der Energiewirtschaft
- Justinas Sigitas Pečkaitis (* 1946),  Strafrechtler, Professor an der Mykolas-Romer-Universität
- Justinas Bonaventūra Pranaitis (1861–1917),  römisch-katholischer Priester und Hebraist
- Justinas Sartauskas (*  1955),  Politiker, Bürgermeister von Šiauliai
- Justinas Švėgžda (* 1996), Politiker, Vizebürgermeister von Šiauliai
- Justinas Urbanavičius (*  1982), Politiker, Mitglied des Seimas
- Justinas Žilinskas (* 1974), Schriftsteller und Völkerrechtler, Professor an der Mykolas-Romer-Universität